# Онкомаркеры
Онкомаркеры — специфические вещества, продукты жизнедеятельности опухоли или вещества, продуцируемые нормальными тканями в ответ на инвазию раковых клеток, которые обнаруживаются в крови и/или моче больных раком и некоторыми другими заболеваниями, не связанными с онкологией. Обнаружение онкомаркеров позволяет заподозрить наличие опухоли в организме на ранней стадии, проводить масштабные скрининговые исследования и отслеживать динамику болезни в процессе лечения. При выявлении в процессе скрининга повышенного уровня одного из онкомаркеров требуется проведение дополнительных методов исследования, без которых постановка диагноза неправомочна.

## История открытия
Первый онкомаркер в современной медицине был идентифицирован Бенс-Джонсом, который в 1846 году обнаружил тепловой осадок в образцах подкисленной мочи пациентов, страдающих «Mollities osseum».
В СССР первыми учёными, обнаружившими наличие онкомаркеров на модели рака печени, были Гарри Израйлевич Абелев и Лев Александрович Зильбер. Изучая белковый состав опухолевых и интактных гепатоцитов, учёные рассчитывали обнаружить некоторые белковые антигены вируса, предположительно вызывавшего малигнизацию. Но маркером рака печени явился альфа-фетопротеин — белок беременных, синтезируемый плацентой.
Спустя годы оказалось, что этот белок повышается и при злокачественных заболеваниях яичников. Тем не менее, АФП стал одним из первых серологических маркеров опухолей, вошедших в широкую клиническую практику.

## Задачи, решаемые при использовании онкомаркеров
1. Ранняя дифференциальная диагностика опухолей[3].
2. Обнаружение метастазов за 6 месяцев до их клинической манифестации (например возрастание маркера СА-15-3 при как бы вылеченном раке молочной железы говорит о будущем рецидиве/метастазе через 6-10 месяцев).
3. Оценка эффективности терапии.

## Какие вещества могут служить маркерами опухолевого роста
Это ассоциированные с опухолью антигены, гормоны, продукты обмена, но в первую очередь — белки, ферменты и белковые же продукты распада опухоли. Обычно обнаруживаются в крови, моче, кале или тканях.
В последнее время к онкомаркерам также относят некоторые опухоль-специфичные некодирующие РНК (микроРНК и длинные некодирующие РНК), например PCA3.
Рост содержания онкомаркеров также может свидетельствовать и об обратном процессе в случае, если онкозаболевание однозначно диагностировано и проводится успешное лечение, приводящее к редукции размеров опухоли. В ходе данного процесса продукты распада опухоли находятся в крови в повышенной концентрации, и, соответственно, частью продуктов распада являются онкомаркеры.

## Наиболее часто определяемые онкомаркеры
- АФП — альфа-фетопротеин — маркер гепатоцеллюлярного рака печени.
- ПСА — простатический специфический антиген — онкомаркер рака простаты.
- CA-125 — маркер рака яичников.
- РЭА — раковоэмбриональный антиген — онкомаркер рака прямой кишки.

### Онкомаркеры при заболеваниях
Рекомендуемые и дополнительные исследования онкомаркеров при онкологических заболеваниях различной локализации:
| Локализация опухоли                  | Основные тесты                                      | Дополнительные тесты                       |
| ------------------------------------ | --------------------------------------------------- | ------------------------------------------ |
| Голова и шея                         | SCCA +                                              |                                            |
| Желудок                              | РЭА ++ СА 19-9 ++ CA 50 ++ СА 72-4 ++               | СА-125                                     |
| Желчный пузырь и желчевыводящие пути | РЭА + СА 19-9 ++ CA 50 ++                           |                                            |
| Лёгкие: немелкоклеточный рак         | CYFRA 21–1 +++++ РЭА +                              | CA 72–4 MUC1 АФП CA 15–3 β2МГ TPS Ферритин |
| мелкоклеточный рак                   | НСЕ +++ РЭА +++                                     | CA 72–4 MUC1 АФП CA 15–3 β2МГ TPS Ферритин |
| плоскоклеточный рак                  | CYFRA 21–1 +++ SCСА +++                             | CA 72–4 MUC1 АФП CA 15–3 β2МГ TPS Ферритин |
| Матка                                | РЭА + TPS ++ CA 15-3 + CA 50 ++ SCСА +++            | СА 19-9 MUC1 ХГЧ СА 125                    |
| Молочная железа                      | РЭА +++ ТРА ++ CA 15-3 ++ СА 50 ++ СА 549 ++ МРА ++ | АФП ХГЧ СА 19–9 Ферритин CA-125 СА 19-9    |
| Мочевой пузырь                       | CYFRA 21–1+++ РЭА+ TPS++                            | β2МГ                                       |
| Печень                               | АФП ++ РЭА + СА 19-9 ++ Ферритин ++ CA 50 ++ CA-125 |                                            |
| Пищевод                              | SCCA ++                                             |                                            |
| Поджелудочная железа                 | РЭА ++ СА 19–9 +++ СА 50 ++                         | CA-125 НСЕ Ферритин ХГЧ                    |
| Предстательная железа                | ПСА ПКФ +++ CA 50 +++ Ферритин +++                  | CA 15-3, MUC1                              |
| Прямая кишка                         | РЭА +++                                             |                                            |
| Толстая кишка                        | РЭА +++ СА 19–9 ++ СА 50 ++ Ферритин                | АФП                                        |
| Хорион (плацента)                    | ХГЧ +++                                             |                                            |
| Щитовидная железа фолликулярный рак  | ТГ +++ ТГ-антитела +++ MUC1 +++ РЭА + ТРА +         | НСЕ Ферритин                               |
| медуллярный рак                      | Кальцитонин +++                                     |                                            |
| ЦНС                                  | НСЕ +++                                             | Ферритин                                   |
| Яичко                                | АФП + ХГЧ +                                         | Ферритин                                   |
| Яичник муцинозный рак                | СА 72–4 +                                           | СА 19–9 CA 15-3 РЭА                        |
| серозный рак                         | СА-125 +++ НЕ-4 +++ CASA ++                         | СА 19–9 CA 15-3 РЭА                        |
| герминомы                            | АФП +++ ХГЧ +++                                     |                                            |
| Метастазы в костную ткань            |                                                     | РЭА                                        |
| Онкогематологические заболевания     | Ферритин +++ НСЕ +++ β2МГ +++ Сиаловые кислоты +++  |                                            |